# Млоцьк-Копаче
Млоцьк-Копаче (пол. Młock-Kopacze) — село в Польщі, у гміні Ойжень Цехановського повіту Мазовецького воєводства.
Населення — 76 осіб (2011).
У 1975-1998 роках село належало до Цехановського воєводства.

## Демографія
Демографічна структура станом на 31 березня 2011 року:
|          | Загалом | Допрацездатний вік | Працездатний вік | Постпрацездатний вік |
| -------- | ------- | ------------------ | ---------------- | -------------------- |
| Чоловіки | 39      | 14                 | 20               | 5                    |
| Жінки    | 37      | 11                 | 17               | 9                    |
| Разом    | 76      | 25                 | 37               | 14                   |